# UTEC
UTEC var ett kårparti i Uppsala studentkårs fullmäktige.
UTEC bildades 1982 av teknologer, medicinare och andra naturvetare aktiva i studieråd. Partiet var studentinriktat och fokuserade därför sitt arbete på utbildnings- och studentekonomiska frågor, samt ansåg att ideologiska och utrikespolitiska frågor borde hanteras privat utanför studentkåren. Genom detta expanderade partiets bas även till andra fakulteter. Partiet satt i studentkårens styrelse bland annat 1983.
Kårpartiet ställde upp för sista gången i kårvalet 2002.
UTEC var inledningsvis en akronym för Uppsala Teknologer/Civilingenjörer men blev sedermera, genom sin allmänna attraktionskraft, ett namn utan speciell betydelse.